# لادورا (آیووا)
لادورا (به انگلیسی: Ladora) شهری در ایالت آیووا کشور ایالات متحده آمریکا است که جمعیت آن در سرشماری سال ۲۰۱۰ میلادی، ۲۸۳ نفر بوده‌است.